# Jaroslav Opat
Jaroslav Opat (11. dubna 1924, Vojnův Městec – 4. července 2015, Hodonín) byl český filozof a historik, autor prací o Tomáši Garriguovi Masarykovi.

## Život
Jaroslav Opat vystudoval v letech 1947–1951 Vysokou školu politickou a sociální, kde získal doktorát (1953). Mezi léty 1953–1961 učil dějiny dělnického hnutí a dějiny KSČ na Vysoké škole politické při ÚV KSČ. V roce 1961 byl z KSČ vyloučen a tři roky se živil jako horník. Mezi léty 1964–1970 pracoval na Ústavu dějin evropských socialistických zemí ČSAV. V době normalizace byl propuštěn a věnoval se dělnickým profesím. Byl signatářem Charty 77. V roce 1978 odešel do invalidního důchodu. Od té doby se intenzivněji věnoval studiu díla TGM, výsledkem byla monografie Filosof a politik T. G. Masaryk 1882–1893, která poprvé vyšla v Kolíně nad Rýnem v roce 1987.
Po roce 1989 znovuzakládal Ústav T. G. Masaryka, který později v letech 1990–1997 vedl. V roce 1998 byl za svou činnost oceněn Řádem Tomáše Garrigua Masaryka.

## Dílo
- Filozof a politik T.G.Masaryk 1882-1893 : (příspěvek k životopisu) Praha: Melantrich, 1990, 1. vyd., il.